# Larz Bourne
Larz Bourne (8 de febrero de 1916 - 14 de marzo de 1993) fue un creador de dibujos animados estadounidense de Famous Studios, Hanna-Barbera, DePatie-Freleng Enterprises, Terrytoons.

## Carrera
Bourne comenzó su carrera en 1937 después de graduarse en la Escuela Profesional de Caricaturas de Chicago. Fue el creador de Deputy Dawg. Murió en 1993 a la edad de 77 años.

## Trabajos
- The Astronut Show
- Hot Stuff the Little Devil
- The Pink Panther Show
- Tom and Jerry
- Casper's Halloween Special
- The All New Popeye Hour
- Jabberjaw
- The Pebbles and Bamm-Bamm Show
- Josie and the Pussycats
- Cattanooga Cats
- Dastardly and Muttley in their Flying Machines